# Northrop Frye
Herman Northrop Frye (Sherbrooke, 14 luglio 1912 – Toronto, 23 gennaio 1991) è stato un critico letterario canadese.

## Biografia
Cresciuto a Moncton, nel Nuovo Brunswick, è entrato nel Victoria College nel 1929, laureandosi con lode in filosofia nel 1933, per poi passare alla facoltà di teologia ed essere ordinato pastore della Union Church of Canada nel 1936. Ha poi proseguito gli studi presso il Merton College di Oxford.
Dal 1940 ha poi insegnato letteratura inglese all'Emmanuel College della Victoria University di Toronto, di cui è stato anche rettore dal 1959 al 1966.
Nell'anno accademico 1974-1975 è stato Norton professor alla Harvard University.
Ha sposato Helen Kemp, anche lei insegnante, nel 1937 e, rimasto vedovo nel 1984, ha sposato Elizabeth Brown nel 1986.
Morto nel 1991, è sepolto nel Mount Pleasant Cemetery di Toronto, in Ontario.
Nel 2000 il Canada ha stampato un francobollo con la sua immagine.
La sua opera più famosa è Anatomia della critica, uscita in prima edizione nel 1957, ma anche i suoi studi sulla Bibbia e su William Blake sono molto importanti e hanno avuto successo tra gli studiosi a cavallo tra letteratura e religione.
Tra gli argomenti di indagine figurano anche Percy Shelley, George Byron, John Milton, William Shakespeare e gli archetipi mito-poietici della letteratura.
Il Frye concepisce la letteratura come un universo a sé stante: «essa non è un commento sulla vita e sulla realtà, ma inserisce vita e realtà in un sistema di relazioni verbali».
La letteratura imita e ricostruisce nelle sue strutture verbali il sogno totale dell'uomo. Compito della critica è di mettere in chiaro quell'ordine di strutture. E il Frye costruisce allo scopo, un complesso sistema di simboli, modi, miti e generi, alla base dei quali sono facilmente riconoscibili gli archetipi di Jung. I miti della generazione e della morte, i ritmi della vita, del sogno e delle stagioni: sono queste le strutture fondamentali della realtà che la letteratura ricostruisce.

## Opere
- Fearful Symmetry: a Study of William Blake (1947 e 1969) 
  - Agghiacciante simmetria. Uno studio su William Blake, trad. Carla Plevano Pezzini e Francesca Valente, Milano, Longanesi, 1976.
- Anatomy of Criticism: Four Essays, Princeton University Press, 1957; Prefazione di Harold Bloom, Princeton University Press, 2000; Prefazione di David Damrosch, Princeton University Press, 2020, 978-06-912-0256-3.
  - Anatomia della critica. Teoria dei modi, dei simboli, dei miti e dei generi letterari, trad. Paola Rosa-Clot e Sandro Stratta, Collana Piccola Biblioteca n.115, Einaudi, Torino, 1969, 1987, 2000, ISBN 978-88-061-5651-0.
- T.S. Eliot: an Introduction (1963)
  - T.S. Eliot, trad. Gino Scatasta, Bologna, Il Mulino, 1989, ISBN 978-88-150-2391-9.
- The Well-Tempered Critic (1963)
  - Il critico ben temperato. La summa teorica del grande critico che ha fondato una nuova metodologia della critica letteraria, trad. Amleto Lorenzini e Mario Manzari, Milano, Longanesi, 1974.
- Fables of Identity. Studies in Poetic Mythology (1963)
  - Favole d'identità. Studi di mitologia poetica, trad. Ciro Monti, Torino, Einaudi, 1973, 1980, ISBN 978-88-063-7580-5.
- The Educated Imagination (1964)
  - L'immaginazione coltivata, trad. Amleto Lorenzini e Mario Manzari, Milano, Longanesi, 1974.
- A Natural Perspective: the Development of Shakespearean Comedy and Romance (1965)
- The Return of Eden: Five Essays on Milton's Epics (1965)
- Fools of Time. Studies in Shakespearean Tragedy (1967)
  - Tempo che opprime, tempo che redime. Riflessioni sul teatro di Shakespeare, trad. Maria Pia De Angelis e Valentina Poggi, Bologna, Il Mulino, 1986, ISBN 978-88-150-1231-9. (contiene anche The Myth of Deliverance)
- The Modern Century (1967)
  - Cultura e miti del nostro tempo, trad. Vittorio Di Giuro, Collana Saggi, Milano, Rizzoli, 1969.
- A Study of English Romanticism (1968 e 1982)
- The Stubborn Structure: Essays on Criticism and Society (1970),
  - L'ostinata struttura. Saggi su critica e società, trad. Leonardo Terzo e Anna Paschetto, revisione di Amleto Lorenzini, Milano, Rizzoli, 1975.
- The Bush Garden. Essays on the Canadian Imagination (1971 e 1995)
- The Critical Path: an Essay on the Social Context of Literary Criticism (1971)
- The Secular Scripture (1976), tr. Amleto Lorenzini, La scrittura secolare. Studio sulla scrittura del «romance», Bologna, Il Mulino, 1978.
- Spiritus Mundi: Essays on Literature, Myth, and Society (1976)
  - Il cortegiano in una società senza cortigiani, trad. Francesca Valente e Alfredo Rizzardi, Urbino, Università, 1979.
- Northrop Frye on Culture and Literature: a Collection of Review Essays, Introduzione e cura di Robert D. Denham, University of Chicago Press, 1978
- Creation and Recreation (1980)
- The Great Code: the Bible and Literature (1982)
  -  Il grande codice. La Bibbia e la letteratura, traduzione di Giovanni Rizzoni, Collana Paperbacks n.170, Torino, Einaudi, 1986, ISBN 978-88-065-9410-7. - trad. rivista da Simona Plessi, Presentazione di Piero Boitani, Milano, Vita & Pensiero, 2018, ISBN 978-88-343-3254-2.
- Divisions on a Ground: Essays on Canadian Culture (1982)
- The Myth of Deliverance: Reflections on Shakespeare's Problem Comedies (1982)
  - Tempo che opprime, tempo che redime. Riflessioni sul teatro di Shakespeare, trad. Maria Pia De Angelis e Valentina Poggi, Bologna, Il Mulino, 1986. [contiene anche Fools of Time]
- On Shakespeare (1986), a cura di Robert Sandler
  - Nove lezioni su Shakespeare, trad. Andrea Carosso, Torino, Einaudi, 1990.
- Harper Handbook to Literature, con Sheridan Baker e George W. Perkins
- On Education (1988)
- No Uncertain Sounds (1988)
- Myth and Metaphor: Selected Essays (1989)
  - Mito, metafora, simbolo, trad. Carla Pezzini Plevano e Francesca Valente Gorjup, Roma, Editori Riuniti, 1989.
- Words with Power: Being a Second Study of The Bible and Literature (1990)
  - Il potere delle parole. Nuovi studi su Bibbia e letteratura, trad. Eleonora Zoratti, Firenze, La Nuova Italia, 1994, ISBN 978-88-221-1498-3.
- Reading the World: Selected Writings
  - La letteratura e le arti visive, e altri saggi, Catanzaro, Abramo, 1993.
- The Double Vision of Language, Nature, Time, and God (1991) 
  - La duplice visione. Linguaggio e significato nella religione, trad. e prefazione di Agostino Lombardo, Collana Saggi, Venezia, Marsilio, 1993, ISBN 978-88-044-7169-1.
- A World in a Grain of Sand: Twenty-Two Interviews with Northrop Frye, Introduzione e cura di Robert D. Denham, New York, Peter Lang, 1991
- Northrop Frye in Conversation, intervista con David Cayley, Anansi, 1992
- The Eternal Act of Creation: Essays 1979-1980, a cura di Robert D. Denham, Indiana University Press, 1993
- Reflections on the Canadian Literary Imagination: A Selection of Essays by Northrop Frye, 1997
- Mythologizing Canada: Essays on the Canadian Literary Imagination, Legas, 1997
- Romanticism Reconsidered: Selected Papers from the English Institute (2000)
- Frammenti critici, a cura di Stefano Calabrese e Daniela Feltracco, Parma, Monte Università, 2005.

### Opera Omnia
The Collected Works of Northrop Frye è un'imponente edizione accademica uniforme degli scritti di Frye. La serie consta di 30 volumi, pubblicati dal 1996 al 2012 dalla University of Toronto Press, sotto la direzione dell'accademico canadese Alvin A. Lee. Oltre agli scritti critici, alle interviste e ai discorsi di Frye, la Collected Works presenta amplissimo materiale inedito, come epistolari, diari, bozze di libri e materiale giovanile, tratto dai suoi archivi, custoditi presso la Victoria University di Toronto. Il progetto è stato finanziato da varie sovvenzioni della famiglia del filantropo Michael G. DeGroote tramite la McMaster University, dal Social Sciences and Humanities Research Council of Canada e dalla Victoria University.
- The Correspondence of Northrop Frye and Helen Kemp, 1932–1939. Ed. Robert D. Denham. Collected Works (CW), 1–2, 1996.
- Northrop Frye's Student Essays, 1932–1938. Ed. Robert D. Denham. CW, 3, 1997.
- Northrop Frye on Religion: Excluding "The Great Code" and "Words with Power". Ed. Alvin A. Lee and Jean O'Grady. CW, 4, 1999.
- Northrop Frye's Late Notebooks, 1982–1990: Architecture of the Spiritual World. Ed. Robert D. Denham. CW, 5–6, 2002.
- Northrop Frye's Writings on Education. Ed. Jean O'Grady and Goldwin French. CW, 7, 2001.
- The Diaries of Northrop Frye, 1942–1955. Ed. Robert D. Denham. CW, 8, 2001.
- The "Third Book" Notebooks of Northrop Frye, 1964–1972. Ed. Michael Dolzani. CW, 9, 2002.
- Northrop Frye on Literature and Society, 1936–1989. Ed. Robert D. Denham. CW, 10, 2002.
- Northrop Frye on Modern Culture. Ed. Jan Gorak. CW, 11, 2003.
- Northrop Frye on Canada. Ed. Jean O'Grady and David Staines. CW, 12, 2003.
- Northrop Frye's Notebooks and Lectures on the Bible and Other Religious Texts. Ed. Robert D. Denham. CW, 13, 2003.
- Fearful Symmetry: A Study of William Blake. Ed. Nicholas Halmi. CW, 14, 2004.
- Northrop Frye's Notebooks on Romance. Ed. Michael Dolzani. CW, 15, 2004.
- Northrop Frye on Milton and Blake. Ed. Angela Esterhammer. CW, 16, 2005.
- Northrop Frye's Writings on the Eighteenth and Nineteenth Centuries. Ed. Imre Salusinskzy. CW, 17, 2005.
- "The Secular Scripture" and Other Writings on Critical Theory, 1976–1991. Ed. Joseph Adamson and Jean Wilson. CW, 18, 2006.
- The Great Code: The Bible and Literature. Ed. Alvin A. Lee. CW, 19, 2006.
- Northrop Frye's Notebooks on Renaissance Literature. Ed. Michael Dolzani. CW, 20, 2006.
- "The Educated Imagination" and Other Writings on Critical Theory, 1933–1963. Ed. Germaine Warkentin. CW, 21, 2006.
- Anatomy of Criticism. Ed. Robert D. Denham. CW, 22, 2007.
- Northrop Frye's Notebooks for "Anatomy of Criticism". Ed. Robert D. Denham. CW, 23, 2007.
- Interviews with Northrop Frye. Ed. Jean O'Grady. CW, 24, 2008.
- Northrop Frye's Fiction and Miscellaneous Writings. Ed. Robert D. Denham and Michael Dolzani. CW, 25, 2007.
- Words with Power: Being a Second Study of The Bible and Literature. Ed. Michael Dolzani. CW, 26, 2008.
- The Critical Path and Other Writings on Critical Theory, 1963–1975. Ed. Eva Kushner and Jean O'Grady. CW, 27, 2009.
- Northrop Frye's Writings on Shakespeare and the Renaissance. Ed. Troni Grande and Garry Sherbert. CW, 28, 2010.
- Northrop Frye on Twentieth-Century Literature. Ed. Glen Robert Gill. CW, 29, 2010.
- Index to the Collected Works of Northrop Frye. Jean O'Grady. CW, 30, 2012.